# Genola (Piemonte)
Genola é uma comuna italiana da região do Piemonte, província de Cuneo, com cerca de 2.317 habitantes. Estende-se por uma área de 13 km², tendo uma densidade populacional de 178 hab/km². Faz fronteira com Fossano, Savigliano.

## Demografia
| Variação demográfica do município entre 1861 e 2011                               |
|                                                                                   |
| Fonte: Istituto Nazionale di Statistica (ISTAT) - Elaboração gráfica da Wikipedia |